# Matthias Benesch
Matthias Benesch (Merseburg, RDA, 28 de agosto de 1968) es un deportista alemán que compitió en bobsleigh en la modalidad cuádruple.
Ganó dos medallas en el Campeonato Europeo de Bobsleigh, oro en 2001 y bronce en 2002.

## Palmarés internacional
| Campeonato Europeo | Campeonato Europeo         | Campeonato Europeo | Campeonato Europeo |
| Año                | Lugar                      | Medalla            | Prueba             |
| ------------------ | -------------------------- | ------------------ | ------------------ |
| 2001               | Königssee (Alemania)       | Medalla de oro     | Cuádruple          |
| 2002               | Cortina d'Ampezzo (Italia) | Medalla de bronce  | Cuádruple          |